# Made in Germany (Afrob-Album)
Made in Germany ist das zweite Soloalbum des deutschen Rappers Afrob. Es erschien am 25. Juni 2001 über die Labels Four Music und Columbia Records.

## Produktion
Die Beats des Albums wurden u. a. von dem Musikproduzent DJ Friction produziert.

## Covergestaltung
Das Albumcover zeigt Afrob von hinten, der auf den Stufen einer Treppe sitzt. Im Vordergrund befindet sich der kreisförmige Schriftzug Made in Germany in Schwarz und im Kreis steht Afrob.

## Gastbeiträge
Auf neun Liedern des Albums treten neben Afrob andere Künstler in Erscheinung. So ist der Rapper Ferris MC auf dem Song The Return of Reimemonster zu hören, während der Sänger Gentleman einen Gastauftritt beim Track Arrab hat. Die französische Rapperin Warda ist auf En position de débat vertreten und die Rapgruppe Da Force unterstützt Afrob auf dem Song Fieber. Wasi, Ex-Mitglied der Rapgruppe Massive Töne, arbeitet mit Afrob auf Schau dich um zusammen, während der Rapper D-Flame im Lied Öffne die Augen zu hören ist. Das Stück Kuckt ma’ wer da rollt ist eine Kollaboration mit der Sängerin Joy Denalane sowie dem Rapper Max Herre. Zudem sind auf Afrocalypse 4 die Rapper Harris (Teil 1) und Dean Dawson (Teil 2) vertreten.

## Titelliste
| #  | Titel                      | Gastmusiker       | Länge |
| -- | -------------------------- | ----------------- | ----- |
| 1  | Wenn ich                   |                   | 4:15  |
| 2  | The Return of Reimemonster | Ferris MC         | 4:04  |
| 3  | Made in Germany            |                   | 3:39  |
| 4  | Öffne die Augen            | D-Flame           | 3:36  |
| 5  | Arrab                      | Gentleman         | 4:16  |
| 6  | In Gefahr und großer Not   |                   | 3:38  |
| 7  | En position de débat       | Warda             | 3:58  |
| 8  | Fieber                     | Da Force          | 3:17  |
| 9  | Kuckt ma’ wer da rollt     | Joy Denalane, Max | 4:05  |
| 10 | Der Afroasiate             |                   | 4:57  |
| 11 | Bist du?                   |                   | 3:53  |
| 12 | Afrocalypse 4 Teil 1       | Harris            | 4:01  |
| 13 | Nylon                      |                   | 4:06  |
| 14 | Schau dich um              | Wasi              | 4:11  |
| 15 | Afrocalypse 4 Teil 2       | Dean              | 3:25  |

## Chartplatzierungen und Singles
Made in Germany stieg am 9. Juli 2001 auf Platz 24 in die deutschen Albumcharts ein und belegte in den folgenden Wochen die Ränge 39 und 54. Insgesamt konnte es sich sechs Wochen in den Top 100 halten. In Österreich platzierte sich das Album auf Position 48 und in der Schweiz auf Rang 68.
Am 14. Mai 2001 erschien der Titelsong Made in Germany als erste Single und erreichte Platz 79 in den deutschen Charts. Zudem wurde am 17. September 2001 das Lied Öffne die Augen ausgekoppelt, das Rang 65 belegte.

## Rezeption
| Professionelle Bewertungen | Professionelle Bewertungen |
| -------------------------- | -------------------------- |
| Kritiken                   |                            |
| Quelle                     | Bewertung                  |
| laut.de                    | [ 4 ]                      |

Arne Brugger von laut.de bewertete das Album mit vier von möglichen fünf Punkten. Er bezeichnet es als „eines der besten deutschen Hip Hop-Alben“ im Jahr 2001. Es sei „eine deutliche Weiterentwicklung zu erkennen“ und besonders „der zweite Teil von "Reimemonster" mit Ferris“ wird gelobt. Auch die Gäste D-Flame und Warda werden positiv bewertet, wogegen Gentlemans Gastbeitrag und der Titelsong negativer gesehen werden.